# 데이비드 데로지에
데이비드 데로지에(David Desrosiers, 1980년 8월 29일 ~ )는 캐나다의 음악가로, 2000년부터 2020년까지 심플 플랜의 베이시스트로 활동했었다.